# 兵庫県道371号高岡北条線
兵庫県道371号高岡北条線（ひょうごけんどう371ごう たかおかほうじょうせん）は、兵庫県加東市から加西市に至る一般県道である。

## 概要
加東市高岡から加西市北条町横尾に至る。

### 路線データ
- 起点：加東市高岡（高岡交差点、国道372号交点）
- 終点：加西市北条町横尾（横尾第2交差点、兵庫県道24号多可北条線上、兵庫県道369号大和北条停車場線交点）
- 総延長：5.056 km

## 路線状況

### 重複区間
- 兵庫県道24号多可北条線（加西市玉野町・玉野交差点 - 加西市北条町横尾・横尾第2交差点（終点））
- 兵庫県道572号播磨中央自転車道線（加西市玉野町 - 加西市玉丘町・玉丘交差点）

### 道路施設

#### 橋梁
- 新細沢橋（大谷川、加西市）
- 永通橋（万願寺川、加西市）

## 地理

### 通過する自治体
- 加東市
- 加西市

### 交差する道路
| 交差する道路                                                      | 市町村名 | 交差する場所         | 交差する場所         |
| ----------------------------------------------------------------- | -------- | -------------------- | -------------------- |
| 国道372号                                                         | 加東市   | 高岡                 | 高岡交差点 / 起点    |
| 兵庫県道79号高砂加古川加西線                                      | 加西市   | 別府町（べふちょう） | 加西別府交差点       |
| 兵庫県道24号多可北条線 重複区間起点 兵庫県道716号玉野倉谷線       | 加西市   | 玉野町               | 玉野交差点           |
| 兵庫県道572号播磨中央自転車道線 重複区間起点                      | 加西市   | 玉野町               |                      |
| 兵庫県道572号播磨中央自転車道線 重複区間終点                      | 加西市   | 玉丘町               | 玉丘交差点           |
| 兵庫県道24号多可北条線 重複区間終点 兵庫県道369号大和北条停車場線 | 加西市   | 北条町横尾           | 横尾第2交差点 / 終点 |

### 沿線
- 富合郵便局
- 加西市立富合小学校
- 加西市役所
- 加西市民会館